# Точка Понселе

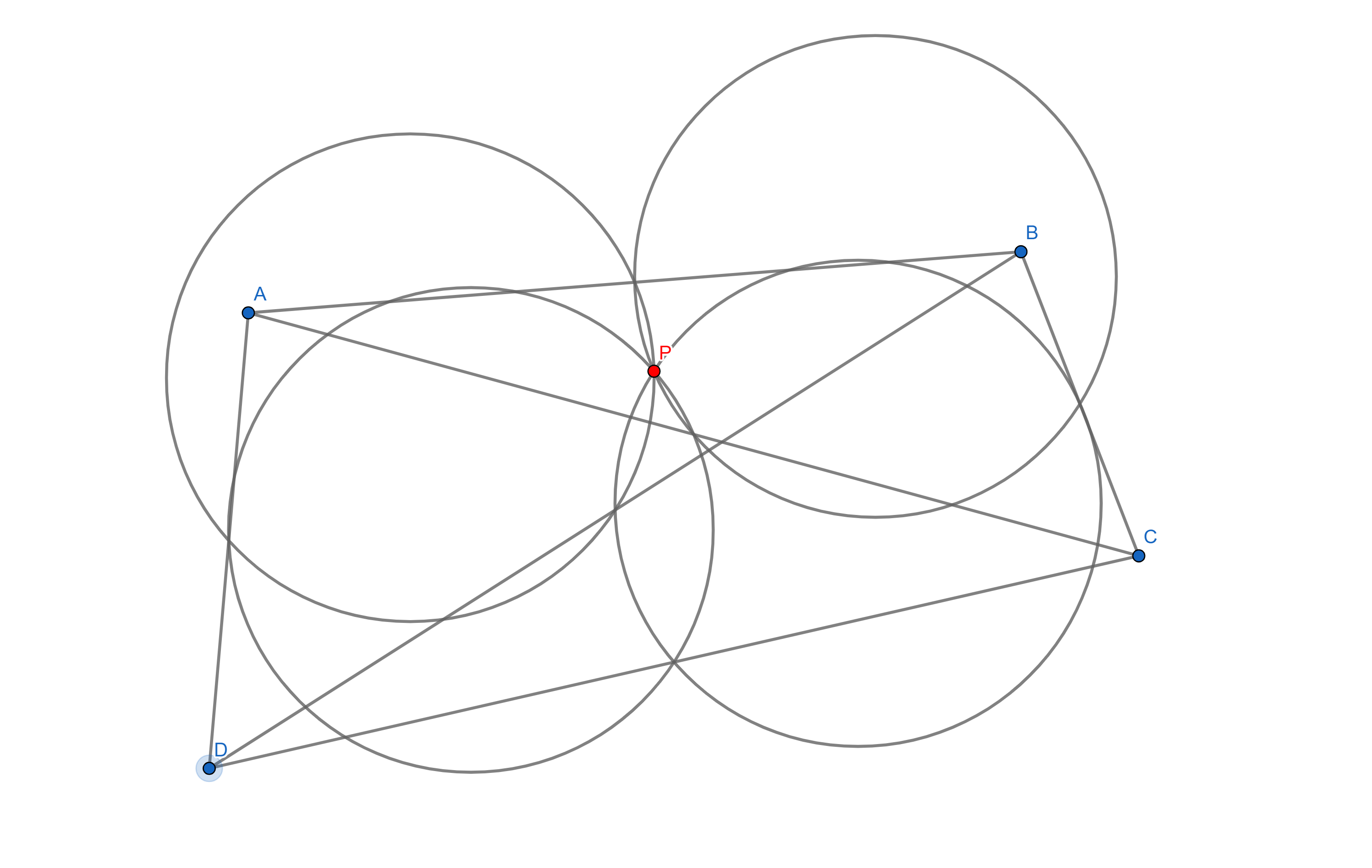

В геометрії точка Понселе чотирьох заданих точок визначається наступним чином: Нехай A, B, C та D — точки на площиині, які не є створюють ортоцентричну систему. Кола дев'яти точок трикутників ABC, BCD, CDA, DAB перетинаються в одній точці, точці Понселе для точок A, B, C та D. Якщо ці чотири точки утворюють отроцентричну систему, то вони мають одне спільне коло дев'яти точок.

## Властивості
Точка Понселе четвірки точок ABCD лежить на педальному колі точки D щодо трикутника ABC, тобто на описаному колі подерного трикутника точки D щодо трикутника ABC.
Якщо H — ортоцентр трикутника ABC, то точки Понселе для четвірок точок ABCD, ABHD, ABHD, AHCD, HBCD, HBCD збігаються.